# Daniel Nii Adjei
Daniel Nii Adjei (Kumasi, 17 giugno 1988) è un ex calciatore ghanese, di ruolo centrocampista.

## Palmarès

### Club

#### Competizioni nazionali
- Campionato ghanese: 3

Asante Kotoko: 2007-2008, 2011-2012, 2012-2013
- Ghana Super Cup: 2

Asante Kotoko: 2012, 2013
- Campionato della Repubblica Democratica del Congo: 2

TP Mazembe: 2013, 2014
- Supercoppa della Repubblica Democratica del Congo: 2

TP Mazembe: 2013, 2014

#### Competizioni internazionali
- CAF Champions League: 1

TP Mazembe: 2015
- Coppa della Confederazione CAF: 1

TP Mazembe: 2016